# Władysław Ryncarz
Władysław Ryncarz, ps. Dąb (ur. 16 grudnia 1898 w Borku, zm. 3 stycznia 1966 w Ostrowie Szlacheckim) – polski działacz ludowy związany z Bochnią, poseł na Sejm Ustawodawczy (1947–1952). 

## Życiorys
W latach 1916–1921 służył w wojsku austriackim i polskim. W 1921 przystąpił do PSL „Piast”, a dziesięć lat później stał się członkiem Stronnictwa Ludowego. W latach 30. piastował między innymi stanowisko sekretarza Zarządu Powiatowego SL w Bochni. Z powodów politycznych (organizowanie i udział w strajkach chłopskich) trafił w sierpniu 1935 do obozu odosobnienia w Berezie Kartuskiej, gdzie otrzymał numer obozowy 702. Z obozu został zwolniony na początku listopada 1935 i nadal prowadził aktywną działalność polityczną. W czasie II wojny światowej walczył w Batalionach Chłopskich. Pełnił funkcję komendanta obwodu Bochnia. Po 1945 organizował administrację publiczną oraz służby na terenie powiatu bocheńskiego. Od 1945 do 1950 pełnił obowiązki przewodniczącego prezydium Powiatowej Rady Narodowej w Bochni, zasiadał również w krakowskiej Wojewódzkiej Radzie Narodowej (jako reprezentant PSL). W 1946 znalazł się wśród organizatorów PSL „Nowe Wyzwolenie”, z ramienia którego wybrano go na posła na Sejm Ustawodawczy RP. W listopadzie 1947 znalazł się w szeregach Stronnictwa Ludowego (we władzach którego zasiadał), a po połączeniu partii ludowych działał w ZSL.

## Ordery i odznaczenia
- Krzyż Kawalerski Orderu Odrodzenia Polski,
- Order Krzyża Grunwaldu III klasy,
- Krzyż Partyzancki, oraz wiele odznaczeń resortowych.